# La Vega (Miera)
La Vega es una localidad municipio de Miera (Cantabria, España). En el año 2008 contaba con una población de 23 habitantes (INE). La localidad se encuentra a 215 metros de altitud sobre el nivel del mar, y está a 5,1 kilómetros de distancia de la capital municipal, La Cárcoba.